# Campeonato Sergipano de Futebol de 2019
O Campeonato Sergipano de Futebol de 2019 foi a 96º edição em 101 anos da divisão principal do campeonato estadual de Sergipe, cujo nome oficial foi Sergipão 2019. O campeão e o vice garantiram vagas na Copa do Brasil de 2020, Copa do Nordeste de 2020 e Série D de 2020 exceto o Confiança que jogará a Série C de 2019.
Nove clubes participaram do torneio: os dois times tradicionais da capital Aracaju, o Confiança e o Sergipe (campeão estadual no ano anterior); o Itabaiana da cidade homônima; Boca Júnior de Estância; Dorense, Lagarto, Frei Paulistano, Olímpico e o Guarany-SE, campeão da Série A2 de 2018.

## Transmissão
Algumas das principais partidas do torneio foram transmitidas pela TV e internet pelo canal Esporte Interativo e aos sábados pela TV Atalaia, além das transmissões on lines através do Facebook feitas pelo Canal Ataque. Além das emissoras de rádio do estado de Sergipe, Rádio Jornal, Rádio Cultura de Sergipe, Rádio Liberdade.[carece de fontes?]

## Regulamento
O Campeonato Sergipano de Futebol Profissional da Série A-1 de 2019 será disputado em três fases:
- a) 1ª Fase – Classificatória
- b) 2ª Fase – Hexagonal
- c) 3ª Fase – Final

Na primeira fase, Classificatória, as equipes jogaram entre si partida somente de ida, o time de melhor campanha garantiu uma vaga na Série D de 2020 e as duas últimas serão rebaixada para o Série A2 de 2020. Classificarão para o hexagonal (segunda fase) as seis primeiras colocadas em número de pontos, sendo que as três melhores da Primeira Fase, tem direito de jogar 3 jogos com mando de campo das cinco rodadas. No Hexagonal, as seis melhores da fase anterior jogaram entre si no sistema de ida, totalizando cinco rodadas. Os dois clubes que mais pontuarem se qualificaram para a final. A grande final foi disputada em duas partidas, nas quais o melhor colocado no hexagonal obteve a vantagem de dois resultados iguais.

### Critério de desempate
Os critério de desempate foram aplicados na seguinte ordem:
1. Maior número de vitórias
2. Maior saldo de gols
3. Maior número de gols pró (marcados)
4. Maior número de gols contra (sofridos)
5. Confronto direto
6. Sorteio

## Equipes participantes

### Promovidos e rebaixados
| Pos. | Rebaixados da Série A1 de 2018 |
| ---- | ------------------------------ |
| 9º   | Amadense                       |
| 10º  | Socorrense                     |

| Pos. | Promovido da Série A2 de 2018 |
| ---- | ----------------------------- |
| 1º   | Guarany-SE                    |

### Informações das equipes
| Aumento | Equipe promovida da Série A2 de 2018 |

- GUA ^ : O Guarany de Porto da Folha não mandou suas partidas como mandante no Estádio Caio Feitosa devido as más condições em que se encontra o gramado, sendo inviável para o certame deste ano, portanto mandou suas partidas no Andrezão localizado na cidade de Canindé de São Francisco[5].

- ITA ^ : O Itabaiana não mandou suas partidas como mandante no Etelvino Mendonça devido a uma ação do Ministério Público de Sergipe, portanto mandou suas partidas no Estádio Titão localizado na cidade de Frei Paulo.

- LAG ^ : O Lagarto não mandou suas partidas como mandante no Paulo Barreto devido as más condições da estrutura das arquibancadas, portanto mandou suas partidas no Estádio Robertão localizado na cidade de Pedrinhas.

- OLÍ ^ : O Olímpico não mandou suas partidas como mandante no Souzão por não seguir as exigências da FSF, portanto mandou suas partidas no Estádio Robertão localizado na cidade de Pedrinhas.

## Primeira Fase

### Classificação
| Classificação | Classificação  | Classificação | Classificação | Classificação | Classificação | Classificação | Classificação | Classificação | Classificação | Classificação | Classificação |
| Pos           | Times          | Pts           | J             | V             | E             | D             | GP            | GC            | SG            | %             |               |
| ------------- | -------------- | ------------- | ------------- | ------------- | ------------- | ------------- | ------------- | ------------- | ------------- | ------------- | ------------- |
| 1             | Lagarto        | 18            | 8             | 5             | 3             | 0             | 16            | 6             | +10           | 75.0          |               |
| 2             | Confiança      | 16            | 8             | 5             | 1             | 2             | 15            | 6             | +9            | 66.7          |               |
| 3             | Dorense        | 15            | 8             | 4             | 3             | 1             | 8             | 4             | +4            | 62.5          |               |
| 4             | Sergipe        | 11            | 8             | 3             | 2             | 3             | 9             | 7             | +2            | 45.8          |               |
| 5             | Freipaulistano | 10            | 8             | 3             | 1             | 4             | 7             | 11            | -4            | 41.7          |               |
| 6             | Itabaiana      | 10            | 8             | 2             | 4             | 2             | 7             | 6             | +1            | 41.7          |               |
| 7             | Boca Júnior    | 7             | 8             | 2             | 1             | 5             | 5             | 14            | -9            | 29.2          |               |
| 8             | Guarany-SE     | 6             | 8             | 1             | 3             | 4             | 8             | 16            | -8            | 25.0          |               |
| 9             | Olímpico       | 5             | 8             | 1             | 2             | 5             | 6             | 11            | -5            | 20.8          |               |

| Desempenho | Desempenho | Desempenho | Desempenho | Desempenho | Desempenho | Desempenho | Desempenho | Desempenho | Desempenho | Desempenho |
| Pos        | 1ª         | 2ª         | 3ª         | 4ª         | 5ª         | 6ª         | 7ª         | 8ª         | 9ª         |            |
| ---------- | ---------- | ---------- | ---------- | ---------- | ---------- | ---------- | ---------- | ---------- | ---------- | ---------- |
| 1          | ITA        | CON        | LAG        | CONFIANÇA  | CONFIANÇA  | CONFIANÇA  | CONFIANÇA  | CONFIANÇA  | LAG        |            |
| 2          | LAG        | ITA        | SER        | ITABAIANA  | ITABAIANA  | LAG        | DOR        | LAG        | CON        |            |
| 3          | CON        | LAG        | CON        | DORENSE    | DORENSE    | DORENSE    | LAG        | DORENSE    | DORENSE    |            |
| 4          | DORENSE    | DORENSE    | ITA        | LAGARTO    | LAGARTO    | ITABAIANA  | ITABAIANA  | SERGIPE    | SERGIPE    |            |
| 5          | FRE        | SER        | DOR        | SERGIPE    | SERGIPE    | BOC        | SER        | ITA        | FRE        |            |
| 6          | BOC        | GUA        | BOCA JR    | BOCA JR    | BOCA JR    | SER        | BOC        | FRE        | ITA        |            |
| 7          | SER        | BOC        | GUA        | FREI       | FREI       | GUA        | GUA        | BOCA JR    | BOCA JR    |            |
| 8          | GUA        | FREI       | FREI       | GUARANY    | GUARANY    | FREI       | FREI       | GUARANY    | GUARANY    |            |
| 9          | OLÍMPICO   | OLÍMPICO   | OLÍMPICO   | OLÍMPICO   | OLÍMPICO   | OLÍMPICO   | OLÍMPICO   | OLÍMPICO   | OLÍMPICO   |            |

|  |                                            |
|  | Classificado para a Copa do Brasil de 2020 |
|  | Zona de classificação para o hexagonal     |
|  | Zona de eliminação na Primeira Fase        |
|  | Zona do rebaixamento                       |

## Hexagonal Final

### Classificação
| Pos | Times          | Pts | J | V | E | D | GP | GC | SG | %    | Zona de classificação      |
| --- | -------------- | --- | - | - | - | - | -- | -- | -- | ---- | -------------------------- |
| 1   | Freipaulistano | 9   | 5 | 2 | 3 | 0 | 6  | 4  | +2 | 60.0 | Classificados para a Final |
| 2   | Itabaiana      | 8   | 5 | 2 | 2 | 1 | 7  | 5  | +2 | 58.3 | Classificados para a Final |
| 3   | Confiança      | 8   | 5 | 2 | 2 | 1 | 8  | 8  | 0  | 58.3 | Eliminados no Hexagonal    |
| 4   | Dorense        | 7   | 5 | 2 | 1 | 2 | 9  | 9  | 0  | 41.7 | Eliminados no Hexagonal    |
| 5   | Lagarto        | 5   | 5 | 1 | 2 | 2 | 4  | 5  | -1 | 33.3 | Eliminados no Hexagonal    |
| 6   | Sergipe        | 2   | 5 | 0 | 2 | 3 | 2  | 5  | -3 | 13.3 | Eliminados no Hexagonal    |

| Pos | 1ª        | 2ª        | 3ª        | 4ª      | 5ª      |
| --- | --------- | --------- | --------- | ------- | ------- |
| 1   | DORENSE   | DORENSE   | CON       | CON     | FRE     |
| 2   | LAGARTO   | LAGARTO   | LAGARTO   | FRE     | ITA     |
| 3   | CON       | FRE       | DOR       | ITA     | CON     |
| 4   | FRE       | CON       | FRE       | LAG     | DOR     |
| 5   | ITABAIANA | ITABAIANA | ITABAIANA | DOR     | LAG     |
| 6   | SERGIPE   | SERGIPE   | SERGIPE   | SERGIPE | SERGIPE |

|  |                            |
|  | Classificados para a Final |
|  | Eliminados no Hexagonal    |

## Terceira Fase - Final

### Jogo de Ida
| Sábado, 13 de abril | Itabaiana  | 1 – 2                  | Freipaulistano        | Estádio Mendonção, Itabaiana                            |
| 16:00               | Gaúcho 33' | TV Atalaia Borderô FSF | Acásio 43' · Luan 69' | Público: 2 277 pagantes Renda: R$ 60.547,00 Árbitro: SE |

### Jogo de Volta
| Sábado, 20 de abril | Freipaulistano                        | 3 – 1                  | Itabaiana            | Arena Batistão, Aracaju                                 |
| 16:00               | Tiquinho 17' · Acássio 30' · Igor 87' | TV Atalaia Borderô FSF | Paulinho Macaíba 44' | Público: 2 251 pagantes Renda: R$ 33.720,00 Árbitro: SE |

#### Premiação
| Campeonato Sergipano Série A1 de 2019 |
| Frei Paulo                            |
| ------------------------------------- |
| Freipaulistano Campeão (1° título)    |

## Estatísticas

### Classificação Geral
Obrigatoriamente os finalistas devem ocupar a 1ª e 2ª colocação respectivamente.
- O Confiança jogará à Série C de 2019, se cair já tem sua vaga assegurada na Série D de 2020 por ser rebaixado e Copa do Nordeste de 2019 por ser o melhor clube ranqueado do estado no ranking de clubes da CBF 2018.

### Artilharia
| Gols | Jogador           | Time           |
| ---- | ----------------- | -------------- |
| 6    | Benilton          | Dorense        |
| 5    | Luan Santos Silva | Freipaulistano |
| 4    | Leandro Love      | Sergipe        |
| 4    | Jô Ribeiro        | Lagarto        |
| 4    | Thiago Santos     | Lagarto        |
| 3    | Amauri            | Olímpico       |
| 3    | Gaucho            | Itabaiana      |
| 3    | Gustavinho        | Confiança      |
| 3    | Leandro Kivel     | Confiança      |

### Desempenho por rodada
Segunda Fase

### Desempenho por clube
Segunda Fase

### Dados disciplinares
| Clube          | Jogos | Penalizado com cartão amarelo | Expulso |
| -------------- | ----- | ----------------------------- | ------- |
| Boca Júnior    | 8     | 27                            | 2       |
| Confiança      | 11    | 21                            | 2       |
| Dorense        | 11    | 25                            | 1       |
| Freipaulistano | 11    | 22                            |         |
| Guarany-SE     | 8     | 29                            | –       |
| Itabaiana      | 11    | 22                            | 1       |
| Lagarto        | 11    | 30                            | 1       |
| Olímpico       | 8     | 17                            | 3       |
| Sergipe        | 11    | 15                            | 1       |

### Média
As médias de público são calculadas manualmente, levando-se em conta o relatório oficial emitido pela FSF, disponíveis no site oficial.

Atualizado em 2 de janeiro de 2020
| Pos. | Time           | Média | Total  | Mandos | Maior  | Menor | Arrecadação   | Ticket Médio |
| ---- | -------------- | ----- | ------ | ------ | ------ | ----- | ------------- | ------------ |
| 1    | Confiança      | 2 528 | 17 697 | 7      | 10 388 | 360   | R$ 384 548,00 | R$ 21,72     |
| 2    | Sergipe        | 1 416 | 8 498  | 6      | 4 275  | 675   | R$ 188 841,00 | R$ 22,22     |
| 3    | Itabaiana      | 1 141 | 7 990  | 7      | 2 277  | 265   | R$ 186 317,00 | R$ 23,31     |
| 4    | Freipaulistano | 609   | 4 265  | 7      | 2 251  | 90    | R$ 52 990,00  | R$ 12,42     |
| 5    | Lagarto        | 602   | 4 218  | 7      | 825    | 165   | R$ 29 250,00  | R$ 6,93      |
| 6    | Dorense        | 506   | 3 544  | 7      | 964    | 281   | R$ 43 425,00  | R$ 12,25     |
| 7    | Guarany-SE     | 346   | 1 384  | 4      | 533    | 132   | R$ 20 750,00  | R$ 14,99     |
| 8    | Olímpico       | 306   | 1 226  | 4      | 968    | 41    | R$ 18 695,00  | R$ 15,24     |
| 9    | Boca Júnior    | 106   | 427    | 4      | 196    | 23    | R$ 3 640,00   | R$ 8,52      |